# Парламентські вибори в Чехії 2013
Дострокові парламентські вибори в Чехії відбулися 25-26 жовтня 2013 року.
Явка виборців була помірковано низька (становила 59,48%), що спричинив однак продовжений вікенд, оскільки в понеділок 28 жовтня в Чехії державне свято — день заснування Чехословаччини і значна частина потенційних виборців пішла з дому чи то відпочити або на дачі, а також зневіра чи розгубленість виборців після політичної кризи у 2013 році та корупційні скандали ключових політичних партій.
У виборах взяли участь 23 партії, з них до парламенту пройшло сім. Найкращі передумови на солідний результат мала Соціал-демократична партія, якій прогнозували часто результат на рівні 30% і більше, однак вибори для них скінчилися набагато гірше, за партію проголосувало 1,016,829 або 20,45% виборців, що партії гарантує 50 крісел в парламенті. Сюрпризом виявився результат партії «Так 2011» другого найбагатшого громадянина Чехії, за походженням словака, мільярдера Андрея Бабиша, преференції якої поступово зростали, і досягли піку саме під час виборів: 18,65 % (47 мандатів) і вперше пройшла в парламент. Третьою найсильнішою партією виявились комуністи, за яких проголосувало 14,91 % виборців (33 мандатів). Партія неуспішного кандидата в президенти Карла Шварценберга «ТОР 09» набрала 11,99 %, що становить 26 мандатів. Праві громадянські демократи набрали 7,72 % (16 мандатів), що в партії вважають повним провалом після скандальної демісії колишнього прем'єр—міністра Петра Нечаса, коли міліція затримала його коханку Анну Надьову через те, що доручила представникам військової розвідки слідкувати за законною жінкою Нечаса. Успіхом можна вважати результат партії «Усвіт прямої демократії» Томіо Окамура, яка набрала 6,88 % голосів (14 мандатів) і вперше проходить в парламент, хоча вже брала участь в попередніх виборах. В її лавах балотувалося кілька членів партії «Справи громадські», яка пов'язана з корупційним скандалом її лідера Віта Барти. В лави парламенту повернуться представники Християнсько-демократичного союзу — Чехословацької народної партії, за яку проголосувало 6,77 % виборців (14 мандатів).
Поза межами парламенту опинилась Партія зелених (3,19 %), Чеська піратська партія (2,66 %), Партія вільних громадян (2,46 %), і пропрезидентська «Партія громадянських прав — Земановці» (1,51 %). Інші партії набрали менше 1 % голосів

## Результати
| Партії та блоки                                                                          | Партії та блоки                                                | Партії та блоки                                                | Голоси    | %      | Місця | Зміни пор. з поперед. |
| ---------------------------------------------------------------------------------------- | -------------------------------------------------------------- | -------------------------------------------------------------- | --------- | ------ | ----- | --------------------- |
|                                                                                          | Чеська соціал-демократична партія                              | Чеська соціал-демократична партія                              | 1,016,829 | 20.45  | 50    | −6                    |
|                                                                                          | ТАК 2011                                                       | ТАК 2011                                                       | 927,240   | 18.65  | 47    | *                     |
|                                                                                          | Комуністична партія Чехії та Моравії                           | Комуністична партія Чехії та Моравії                           | 741,044   | 14.91  | 33    | +7                    |
|                                                                                          | ТОП 09                                                         | ТОП 09                                                         | 596 357   | 11.99  | 26    | −15                   |
|                                                                                          | Громадянська демократична партія                               | Громадянська демократична партія                               | 384,174   | 7.72   | 16    | −37                   |
|                                                                                          | Усвіт прямої демократії Томіо Окамури                          | Усвіт прямої демократії Томіо Окамури                          | 342,339   | 6.88   | 14    | *                     |
|                                                                                          | Християнсько-демократичний союз — Чехословацька народна партія | Християнсько-демократичний союз — Чехословацька народна партія | 336,970   | 6.78   | 14    | +14                   |
|                                                                                          | Партія зелених                                                 | Партія зелених                                                 | 159,025   | 3.19   | 0     | 0                     |
|                                                                                          | Піратська партія Чехії                                         | Піратська партія Чехії                                         | 132,417   | 2.66   | 0     | 0                     |
|                                                                                          | Партія вільних громадян                                        | Партія вільних громадян                                        | 122,564   | 2.46   | 0     | 0                     |
|                                                                                          | Партія громадянських прав — Земановці                          | Партія громадянських прав — Земановці                          | 75,113    | 1.51   | 0     | 0                     |
|                                                                                          | Робітнича партія соціальної справедливості                     | Робітнича партія соціальної справедливості                     | 42,906    | 0.86   | 0     | 0                     |
|                                                                                          | Політичний рух «Зміна»                                         | Політичний рух «Зміна»                                         | 28,592    | 0.57   | 0     | *                     |
|                                                                                          | Голову нагору — виборчий блок                                  | Голову нагору — виборчий блок                                  | 21,241    | 0.42   | 0     | 0                     |
|                                                                                          | Суверенітет — Партія здорового глузду                          | Суверенітет — Партія здорового глузду                          | 13,538    | 0.27   | 0     | 0                     |
|                                                                                          | Партія підприємців Чеської Республіки                          | Партія підприємців Чеської Республіки                          | 13,041    | 0.26   | 0     | 0                     |
|                                                                                          | Чеська корона                                                  | Чеська корона                                                  | 8 932     | 0.17   | 0     | 0                     |
|                                                                                          | «ЛЕВ 21»- національні-соціалісти                               | «ЛЕВ 21»- національні-соціалісти                               | 3 843     | 0.07   | 0     | 0                     |
|                                                                                          | Актив незалежних громадян                                      | Актив незалежних громадян                                      | 1,237     | 0.02   | 0     | 0                     |
|                                                                                          | Правий блок                                                    | Правий блок                                                    | 1,225     | 0.02   | 0     | 0                     |
|                                                                                          | Циганська демократична партія                                  | Циганська демократична партія                                  | 609       | 0.01   | 0     | *                     |
|                                                                                          | Громадяни 2011                                                 | Громадяни 2011                                                 | 455       | 0.00   | 0     | 0                     |
|                                                                                          | Клуб ангажованих безпартійців                                  | Клуб ангажованих безпартійців                                  | 293       | 0.00   | 0     | 0                     |
| Загалом (явка 59,48%)                                                                    | Загалом (явка 59,48%)                                          | Загалом (явка 59,48%)                                          | 4,969,984 | 100.00 | 200   | –                     |
| * Не брали участі у попередніх виборах                                                   |                                                                |                                                                |           |        |       |                       |
| Джерело: Czech Statistical Office [Архівовано 27 вересня 2017 у Wayback Machine.](англ.) |                                                                |                                                                |           |        |       |                       |